# Thomas Hislop (1er baronnet)
Thomas Hislop (5 juillet 1764 - 3 mai 1843) est un officier supérieur de l'armée britannique de la fin du XVIIIe siècle et du début du XIXe siècle. Servant exclusivement dans les campagnes coloniales, Hislop combat aux Antilles entre 1796 et 1810 et par la suite en Inde, où il est un commandant supérieur pendant la troisième guerre anglo-maratha. Bien que sa capacité en tant que général ait été louée, Hislop est critiqué au Parlement pour ses lourdes représailles contre les forces de l'Empire marathe, en particulier à Talnar, où il ordonne l'exécution de plus de 300 hommes. Il est également connu pour sa mauvaise gestion financière, perdant de grosses sommes d'argent en investissant sans succès dans les Amériques. Malgré ces problèmes, Hislop est nommé baronnet et chevalier grand-croix de l'ordre du Bain, servant à sa retraite comme écuyer d'Adolphe de Cambridge.

## Biographie
Hislop est né en 1764, le troisième fils du lieutenant-colonel William Hislop de l'Artillerie royale de l'armée britannique. Comme ses deux frères aînés, Hislop suit son père dans l'armée britannique, étudiant à la Royal Military Academy de Woolwich avant de rejoindre le 39e régiment d'infanterie comme enseigne en 1778. Ses deux frères sont tués au combat en Inde, James à la bataille de Pollilur en 1781 et William à Cundapore en 1783. Le premier combat de Thomas Hislop a lieu pendant la guerre d'indépendance américaine, lorsque son régiment sert dans la garnison pendant le grand siège de Gibraltar. En 1783, à la fin de la guerre, Hislop est promu lieutenant et achète le grade de capitaine en 1785, servant pendant un mois avec le 100e régiment d'infanterie avant de revenir au 39e. En 1792, il quitte son régiment pour devenir l'assistant du général David Dundas, avec qui il participe à l'invasion de la Corse au début des guerres de la Révolution française. Lors de la prise de San Fiorenzo, il est envoyé en Grande-Bretagne avec les dépêches, promu major et nommé assistant de Lord Amherst .
En 1795, Hislop entreprend une mission diplomatique secrète en Allemagne à la demande du prince de Galles et est par la suite promu lieutenant-colonel dans le 115e régiment d'infanterie, retournant au 39e six mois plus tard. En 1796, son régiment est envoyé aux Antilles et Hislop participe à la prise des colonies hollandaises de Démérara, Berbice et Essequibo. Après leur capture, Hislop reste sur le territoire en tant que commandant militaire, levant un certain nombre de bataillons du West India Regiment. Il part à Trinidad en tant que lieutenant-gouverneur en 1802 après la paix d'Amiens. En 1806, alors que l'Espagne est en guerre avec la Grande-Bretagne, Hyslop accepte avec l'amiral Alexander Cochrane de fournir un soutien au général Francisco de Miranda pour une deuxième tentative d'envahir le Venezuela sous la domination espagnole. Au lendemain de l'échec de l'expédition, Miranda passe l'année suivante à Port of Spain en tant qu'hôte d'Hyslop en attendant des renforts qui ne sont jamais venus et retournent à Londres. En 1809, alors que les forces britanniques se rassemblent pour des opérations contre les îles françaises sous le vent, Hislop les rejoint en tant que subordonné du lieutenant-général George Beckwith et participe à l'invasion de la Martinique en février 1809 et à l'invasion de la Guadeloupe en janvier 1810, commandant une division pendant cette dernière opération. Il est promu major-général et retourne en Grande-Bretagne en raison de problèmes de santé en 1811 .
En 1812, Hislop est nommé commandant en chef à Bombay en tant que lieutenant général et s'embarque pour prendre ses fonctions dans la frégate HMS Java. Le 29 décembre 1812, Java engage le combat contre l'USS Constitution et est capturé, Hislop est fait prisonnier. Pendant l'engagement naval, Hislop est resté sur le pont et a participé aux combats, et a été félicité pour son service. Il est libéré à Salvador au Brésil et retourne en Grande-Bretagne. À la fin de 1814, Hislop prend finalement un poste en Inde en tant que commandant en chef de l'armée de Madras. Il est récompensé pour ses services la même année par le titre de baronnet et l'investiture en tant que Chevalier Commandeur de l'Ordre du Bain. En 1817, la troisième guerre anglo-marathe éclate et Hislop reçoit le commandement de la principale force britannique, comptant 5 500 hommes. Avançant le 10 novembre, Hislop bat l'armée de 35 000 hommes de Malhar Rao Holkar à la bataille de Mahidpur le 21 décembre, puis assure la reddition des forteresses frontalières de Maratha. Un fort de Talnar refuse de se rendre, et Hislop s'en empare et massacre les 300 défenseurs. Une fois la campagne terminée, l'armée d'Hislop est dissoute en mars 1818. Il est promu Chevalier Grand-Croix de l'Ordre du Bain .
Les actions d'Hislop à Talnar font l'objet d'une enquête à la demande du gouverneur général de l'Inde, Lord Moira, et en conséquence, il est spécifiquement exclu du vote de remerciement proposé à la Chambre des communes. Il est également impliqué dans une controverse entourant la distribution des objets de valeur confisqués aux Marathes, connue sous le nom de "Prix Deccan". Bien qu'Hislop ait réclamé les récompenses pour les distribuer à ses troupes, une revendication alternative pour une armée dirigée par Lord Moira est considérée comme également valable même s'ils n'ont pris aucune part aux combats. Malgré une défense politique par le duc de Wellington, Hislop est démis de ses fonctions en 1820. Il reste cependant en Inde et en 1822, il épouse Emma Elliott de Madras.
Il sert brièvement en 1822 comme colonel en chef des Sutherland Highlanders après la mort de William Wemyss puis comme colonel honoraire du 51e régiment d'infanterie (1822-1829) et du 48e régiment d'infanterie (1829-1843) et passe un certain nombre d'années après son retour en Grande-Bretagne en tant qu'écuyer d'Adolphe de Cambridge. Il meurt chez lui à Charlton, Kent en 1843 .
Sa fille, Emma Eleanor Elizabeth, épouse William Elliot-Murray-Kynynmound (3e comte de Minto), en 1844.